# Patrick Lenihan
Patrick James Lenihan (* 4. September 1902 in Ennistymon, County Clare, Irland; † 11. März 1970 in Dublin) war ein irischer Politiker der Fianna Fáil. Von 1965 bis 1970 war er Teachta Dála (Abgeordneter) des Dáil Éireann, dem irischen Unterhaus des Oireachtas.

## Biografie
Lenihan wuchs im County Clare auf, ging in Ballinasloe zur Schule und studierte an der University of Galway. Wegen seines Engagements bei der IRA im Unabhängigkeitskrieg verzögerte sich sein Abschluss. Er war von 1925 bis 1927 als Lehrer in Belfast, 1927 eine kurze Zeit bei den irischen Streitkräften und schließlich von 1927 bis 1937 als Steuerinspektor tätig, 
Lenihan wurde dann von Seán Lemass in der General Textiles Ltd. eingesetzt. 1942 wurde er Manager dort. Noch im gleichen Jahr wurde er in den Westmeath County Council gewählt. 1962 verließ er General Textiles Ltd. Er baute dann das Hodson Bay Hotel in Athlone auf. Bei den Wahlen 1965 wurde er dann im Wahlkreis Longford–Westmeath in den Dáil gewählt. Diesen Sitz konnte er bei den Wahlen 1969 verteidigen. Er verstarb dann im Amt.
Patrick Lenihan war mit Anne Scanlon verheiratet, mit der er vier Kinder, darunter Brian Joseph Lenihan, hatte. Seine Enkel Brian Lenihan junior und Conor Lenihan waren ebenfalls politisch aktiv.

## Quelle
- Eintrag auf der Homepage des Oireachtas
- Eintrag auf der Seite des Dictionary of Irish Biography